# Gym Class Heroes
I Gym Class Heroes sono un gruppo musicale statunitense formatosi a Geneva (New York), nel 1997.
La band si formò quando Travie McCoy e Matt McGinley si conobbero. Il gruppo è conosciuto per la loro hit Cupid's Chokehold pubblicata per la prima volta nell'album The Papercut Chronicles e poi ripresa anche nel successivo As cruel as school children, premiato disco d'oro. Piuttosto che utilizzare gli strumenti convenzionali dell'hip hop, i Gym Class Heroes usano gli strumenti della musica live, come artisti quali gli Stetsasonic, The Roots e i Crown City Rockers.
L'odierna formazione del gruppo comprende il cantante Travie McCoy, il batterista Matt McGinley, il chitarrista Disashi Lumumba-Kasongo e il bassista Eric Roberts. Questi ultimi due hanno sostituito Milo Bonacci e Ryan Geise, i quali hanno amichevolmente lasciato la band tra il 2004 e il 2005.

## Storia del gruppo

### Le origini

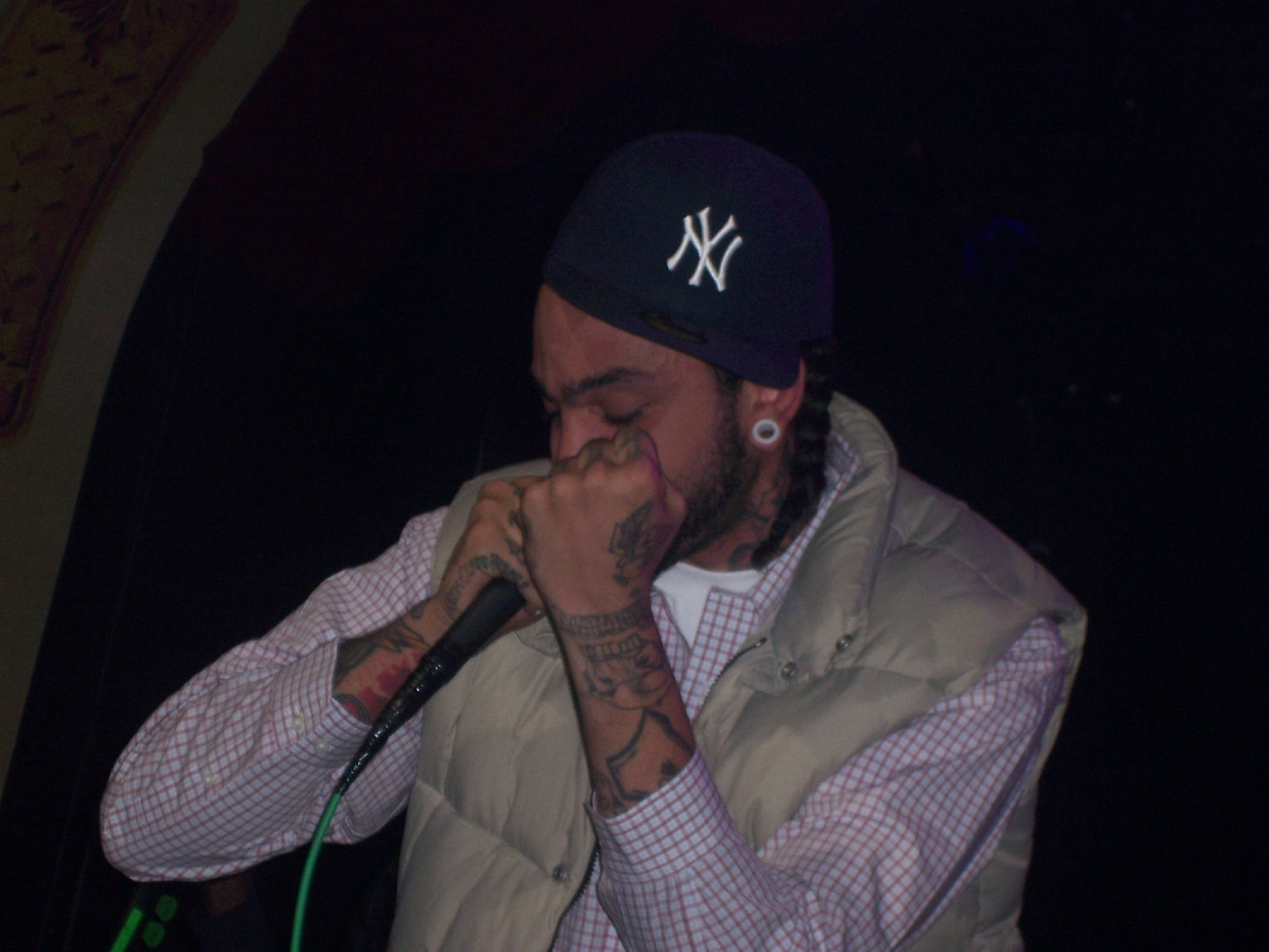
Travis McCoy

Il primo nucleo dei Gym Class Heroes si formò nel 1997 quando Travis "Schleprock" McCoy e il batterista Matt McGinley divennero amici durante le lezioni di educazione fisica alla scuola superiore di Geneva e, dopo averli incontrati ad un festa liceale, unirono le forze con il chitarrista Milo Bonacci e il bassista Ryan Geise. Inizialmente i Gym Class Heroes suonarono alle feste di compleanno, nelle discoteche e in festival che in seguito, li condussero in più grandi località attraverso tutto il Nord-Est americano. Durante questo periodo pubblicarono molto del loro materiale musicale negli album bootlegs Hed Candy (1999) e Greasy Kid Stuff (2000).
Nel 2001 pubblicarono con un'etichetta indipendente l'album ... For the Kids, ottenendo un modesto successo. Nella primavera del 2002 il leader Travis McCoy vinse la Direct Effect MC Battle promossa da MTV e, come premio, apparve nel video "Daddy Get That Cash" di Styles P.

### Decaydance Records
Dopo aver sentito la canzone "Taxi Driver", Patrick Stump dei Fall Out Boy si interessò ai Gym Class Heroes e invitò la band ad uno dei suoi show. Travis incontrò Stump nel giugno del 2004 nella città di Buffalo e intrapresero un rapporto d'amicizia. In seguito i Gym Class Heroes si unirono all'etichetta di Pete Wentz, la Decaydance Records e nel febbraio del 2005 pubblicarono l'album The Papercut Chronicles, con il quale hanno riscosso un notevole successo nei circuiti dell'indie e nell'ambiente underground statunitense, evolvendo questo genere musicale. Successivamente a partecipazioni su numerosi network, la band è diventata un'attrazione considerabile, e numerosi show l'hanno aiutata a fare una svolta. Frequenti apparizioni su WBER hanno aiutato i Gym Class Heroes ad ottenere un'ampia audience per il loro lavoro ed hanno permesso loro di emergere dalla scena newyorkese. L'attuale formazione dei Gym Class Heroes è formata dal chitarrista Disashi Lumumba-Kasongo (che raggiunse il gruppo nel 2004) e dal bassista Eric Roberts (2005).

### Il successo

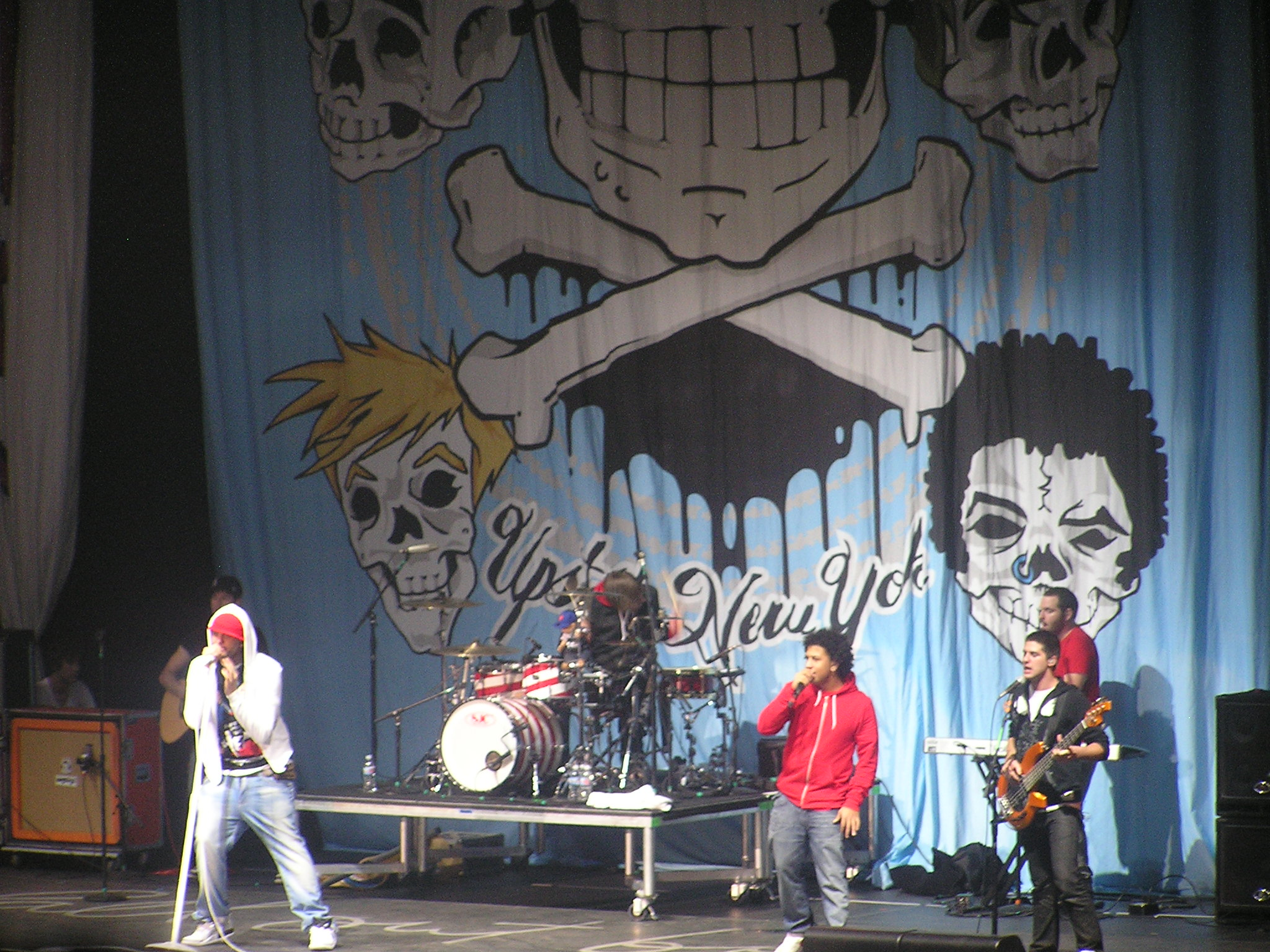
I Gym Class Heroes durante un live nel 2007.

Il 25 luglio 2006 i Gym Class Heroes debuttarono in mainstream pubblicando l'album As Cruel as School Children, per le etichette Decaydance Records e Fueled by Ramen. Il disco ottenne un buon successo, vendette circa 1 milione di copie in totale e fu premiato disco d'oro negli Stati Uniti. I primi singoli estratti furono The Queen and I, New Friend Request e Cupid's Chokehold. Quest'ultimo, riadattamento del brano Breakfast in America dei Supertramp, si rivelò un successo clamoroso. In un continuo crescendo di vendite e ascolti il singolo si piazzò ai primi posti delle classifiche di tutto il mondo, raggiungendo la quarta posizione della Billboard Hot 100. Il correlato video musicale venne trasmesso con frequenza su MTV.
Nel 2007 vennero estratti altri due singoli: Shoot Down the Stars e Clothes Off!!. Degno di nota è l'ultimo singolo che arrivò alla quinta posizione della Official Singles Chart.
In seguito al successo ottenuto i Gym Class Heroes diedero inizio a una serie di show ed eventi musicali con altri artisti. Si esibirono durante il Warped Tour nell'estate del 2005 e nel 2006. Nel luglio dello stesso anno composero per una compilation dal titolo Punk Goes '90s una reinterpretazione di Under The Bridge dei Red Hot Chili Peppers. La band completò il suo tour con i The All-American Rejects il 29 novembre a Las Vegas. Sono stati l'attrazione principale del Daryl Hall For president Tour '07 che si è svolto nell'aprile del 2007 con molti show tutto-esaurito. Altre performance hanno incluso i RX Bandits, K-os e P.O.S. Durante il tour il gruppo organizzò una gara per i fans, che consisteva nel creare lo stile della pagina di MySpace, il vincitore si aggiudicò un Xbox 360.
I Gym Class Heroes hanno inoltre aperto il Sweet Escape Tour di Gwen Stefani in Australia e Nuova Zelanda nell'agosto del 2007. Dopo aver concluso il Verizon Wireless Campus Tour con The Pack, la band ha partecipato al Young Wild Things Tour con i Fall Out Boy, i Plain White T's, e i Cute Is What We Aim For nel mese di ottobre 2007. Recentemente hanno instaurato un rapporto di collaborazione con la cantante rhythm and blues Kelly Rowland, con la quale hanno partecipato al singolo Daylight.
Il 9 settembre 2008 è uscito The Quilt. Il disco debuttò alla posizione numero 14 della classifica Billboard. L'album contiene una robusta pleteora di collaborazioni di artisti affermati nel mondo della musica, come Estelle e Busta Rhymes. I primi singoli: Peace Sign/Index Down e Cookie Jar sono già stati pubblicati, e l'ultimo è subito entrato nella classifica Billboard.

## Stile e influenze
Il chitarrista Disashi Lumumba-Kasongo ascolta artisti quali Red Hot Chili Peppers e Green Day, ed è un grandissimo fan di Jimi Hendrix. Il bassista Eric Roberts, ascolta musica reggae. I Gym Class Heroes sono influenzati da Prince, The Roots e Outkast e il loro stile musicale è classificato come hip hop o alternative hip hop e presenta elementi di funk, alternative rock e soul. Si può notare nella musica composta dai Gym Class Heroes un cambio di stile nell'album As Cruel as School Children in cui la band ha cercato delle sonorità più vicine al soul e alla black music in generale, rispetto all'album di debutto ... For the Kids che coincide con il cambio di chitarrista e bassista, The Papercut Chronicles presenta invece uno stile intermedio tra i due album.

## Formazione

### Formazione attuale
- Travie McCoy – voce (1997-presente)
- Disashi Lumumba-Kasongo – chitarra, cori (2004-presente)
- Ralfy Valencia – basso (2005-presente)
- Matt McGinley – batteria, percussioni (1997-presente)

### Turnisti
- Tyler Pursel - tastiere, chitarra ritmica, cori (2006-2012, 2018-presente)
- Joseph Veazie - hype man, seconda voce (2018-presente)

### Ex componenti
- Jason Amsel – chitarra, seconda voce (2000-2001)
- Steve Decker – campionatore (1997–2003)
- Milo Bonacci – chitarra (1997-2004)
- Ryan Geise – basso (1997-2005)
- Sammy Shuffler – seconda voce (2005-2007)
- Eric Roberts – basso, cori (2005-2018)

### Ex turnisti
- Marc DeJesus - hype man (2006-2012)

## Discografia

### Album in studio
- 2000 - ... For the Kids
- 2005 - The Papercut Chronicles
- 2006 - As Cruel as School Children
- 2008 - The Quilt
- 2011 - The Papercut Chronicles II

### Singoli
- 2004 - Taxi Driver
- 2005 - Papercuts
- 2005 - Cupid's Chokehold
- 2006 - The Queen and I
- 2006 - New Friend Request
- 2006 - Cupid's Chokehold (Re-release)
- 2007 - Shoot Down the Stars
- 2007 - Clothes Off!!
- 2008 - Peace Sign / Index Down
- 2008 - Cookie Jar
- 2011 - Stereo Hearts (feat Adam Levine)
- 2012 - Ass Back Home (feat Neon Hitch)
- 2012 - The Fighter (feat Ryan Tedder)

## Videoclip
Da The Papercut Chronicles
- 2004 - Taxi Driver
- 2005 - Papercuts

Da As Cruel as School Children
- 2006 - The Queen and I
- 2006 - New Friend Request
- 2006 - Cupid's Chokehold
- 2007 - Shoot Down the Stars
- 2007 - Clothes Off!!

Da The Quilt
- 2008 - Peace Sign / Index Down
- 2008 - Cookie Jar

## Premi e Nomination
MTV Video Music Awards
- 2007 - Nomination per Best Group
- 2007 - Vincitori per Best New Artist

MTV European Music Awards
- 2007 - Nomination per Ultimate Urban